# 21751 Jennytaylor
A 21751 Jennytaylor (ideiglenes jelöléssel 1999 RT176) a Naprendszer kisbolygóövében található aszteroida. A LINEAR projekt keretében fedezték fel 1999. szeptember 9-én.